# Anders Linderoth
Anders Karl Gustaf Linderoth (21 de março de 1950) é um ex-futebolista sueco que atuava como meio-campo, pai de Tobias Linderoth, também ex-futebolista.

## Carreira
Linderoth competiu na Copa do Mundo FIFA de 1978, sediada na Argentina, na qual a seleção de seu país terminou na décima terceira colocação dentre os 16 participantes.